# Wildwater

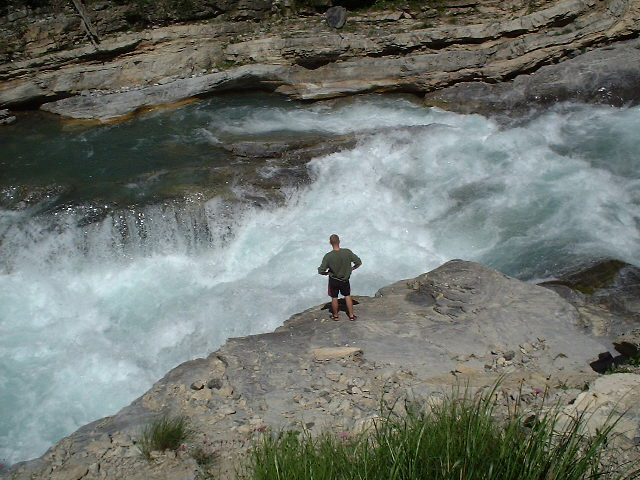
Wildwater in de Guilrivier in de Franse Alpen

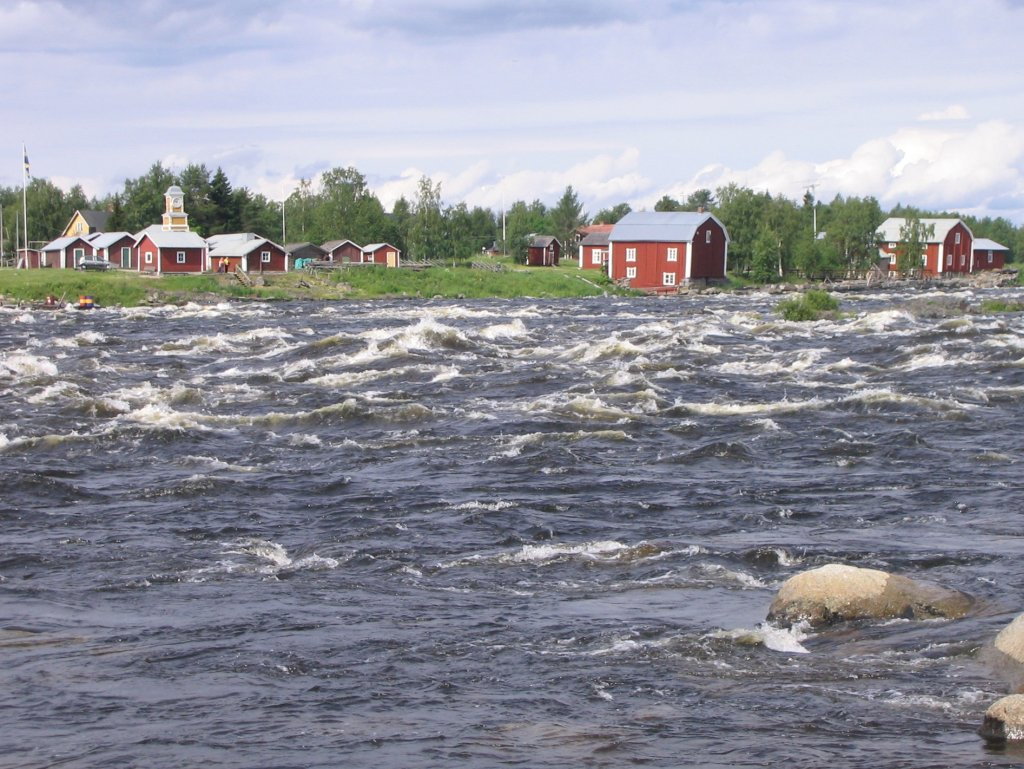
Torne tussen Zweden en Finland.

Wildwater is de benaming voor water dat door een vast traject stroomt en voldoende volume bevat. Wanneer de laminaire stroming wordt verstoord door bijvoorbeeld een verval of door stenen in het water zodat turbulentie, vortices, snelle stromingen en sterke tegenstromen ontstaan, wordt het water onstabiel en gaat het veel lucht bevatten.
Het begrip wildwater is waarschijnlijk in de eerste helft van de 20ste eeuw ontstaan toen men voor het eerst tochten met een kano op Europese rivieren ging maken. Deze vaarders constateerden dat het ene water moeilijker te bevaren was dan het andere, afhankelijk van de wildheid van het water. Van oorsprong is wildwater dus een beschrijving van de moeilijkheid van het stromende water in een rivier. Bij wildwatervaren met een kajak, kano of raft wordt de bevaarbaarheid geclassificeerd in zes categorieën, van wildwater 1 t/m wildwater 6.
Natuurlijk wildwater is het water dat door een rivier stroomt. Kunstmatig wildwater komt tegenwoordig ook voor, we spreken dan van een wildwaterbaan. De golven in de zee bevinden zich niet in stromend water en worden daarom niet als wildwater gezien. Een kraan bevat te weinig water en wordt niet als wildwater beschouwd maar een glijbaan in een zwembad wordt al wel vaak wildwaterglijbaan genoemd. Het water dat in de Nieuwe Maas door Rotterdam stroomt mag je wél wildwater noemen, namelijk categorie 1.